# 순천 선암사 금동향로
순천 선암사 금동향로(順天 仙岩寺 金銅香爐)는 전라남도 순천시 승주읍, 선암사에 있는 금동향로이다. 1972년 1월 29일 전라남도의 유형문화재 제20호로 지정되었다.

## 개요
향로란 절에서 마음의 때를 씻어준다는 의미를 가진 향을 피우는데 사용한 도구를 말한다.
입 주위에는 넓은 테를 가지고 있으며, 사발모양의 몸통과 나팔모양의 받침을 한 전형적인 향로의 모습을 하고있다. 몸통에는 卍자와 톱니바퀴 모양 속에 범자를 새겼고, 아래에는 연꽃잎을 늘어놓아 종교적인 분위기를 연출하였다. 받침대는 밑이 넓고 위가 좁아진 나팔형으로 안정감을 준다.
몸통과 입 주위 넓은 테에 화려한 문양은 피하고, 담담한 장식으로 우아함을 표현하였고, 높이와 너비의 비례가 적당하여 안정된 느낌을 준다.

## 참고 자료
- 선암사금동향로 - 국가유산청 국가유산포털